# Iain Mackay-Dick
Sir Iain Charles Mackay-Dick (24 agosto 1945) è un generale britannico.

## Carriera
Educato alla Sherborne School e il Royal Military Academy Sandhurst, Mackay-Dick entrò nelle Scots Guards nel 1965 e servì nell'Irlanda del Nord.
Ha preso parte alla guerra delle Falkland. Nel 1986 è stato nominato comandante della Junior Division Staff College a Warminster e nel 1989 divenne comandante della 11ª Brigata Corazzata.
È stato vice segretario militare presso il Ministero della difesa nel 1991 e Generale responsabile del comando 1ª divisione corazzata nel 1992. Ha continuato a essere comandante delle forze britanniche nelle isole Falkland nel 1993 e Comandante Maggiore Generale della divisione Household e generale al comando London District nel 1994. È andato in pensione nel 1997.

## Matrimonio
Nel 1971 sposò Carolynn Hilary Homes ed ebbero tre figlie.